# بیل هویزنگا
بیل هویزنگا (به انگلیسی: Bill Huizenga) نمایندهٔ حوزه انتخابیه دوم میشیگان از حزب جمهوری‌خواه ایالات متحده آمریکا در مجلس نمایندگان ایالات متحده آمریکا است که برای نخستین‌بار در ۳۷ ژانویه ۲۰۱۱ میلادی به‌عضویت این مجلس درآمد.